# Nordkopf
Der Nordkopf ist ein Stadtbereich in Wolfsburg, der direkt an den Mittellandkanal grenzt und das nördliche Ende der Stadtmitte darstellt. Er ist eines der sich am dynamischsten verändernden Gebiete der Stadt.

## Beschreibung
Am Nordkopf befinden sich der Hauptbahnhof, das Kino CinemaxX, zwei Großhotels, das phæno (Science-Center), eine Geschäftsstelle der Audi BKK, der Zentrale Omnibus-Bahnhof (ZOB), das Jobcenter und zahlreiche Geschäfte und Gastronomiebetriebe sowie das Gebäudekomplex der Programmierschule 42 Wolfsburg mit dem Jugendzentrum „Haltestelle“.
Das Gebiet des Nordkopfes beginnt im Süden an der Kreuzung Kleiststraße/Porschestraße und erstreckt sich durch die Porschestraße und die Bahnhofspassage in nördlicher Richtung bis zur Heinrich-Nordhoff-Straße und dem Willy-Brandt-Platz (Platz vor dem Hauptbahnhof, CinemaxX, phæno, früher Hinrich-Kopf-Platz).

## Projekte

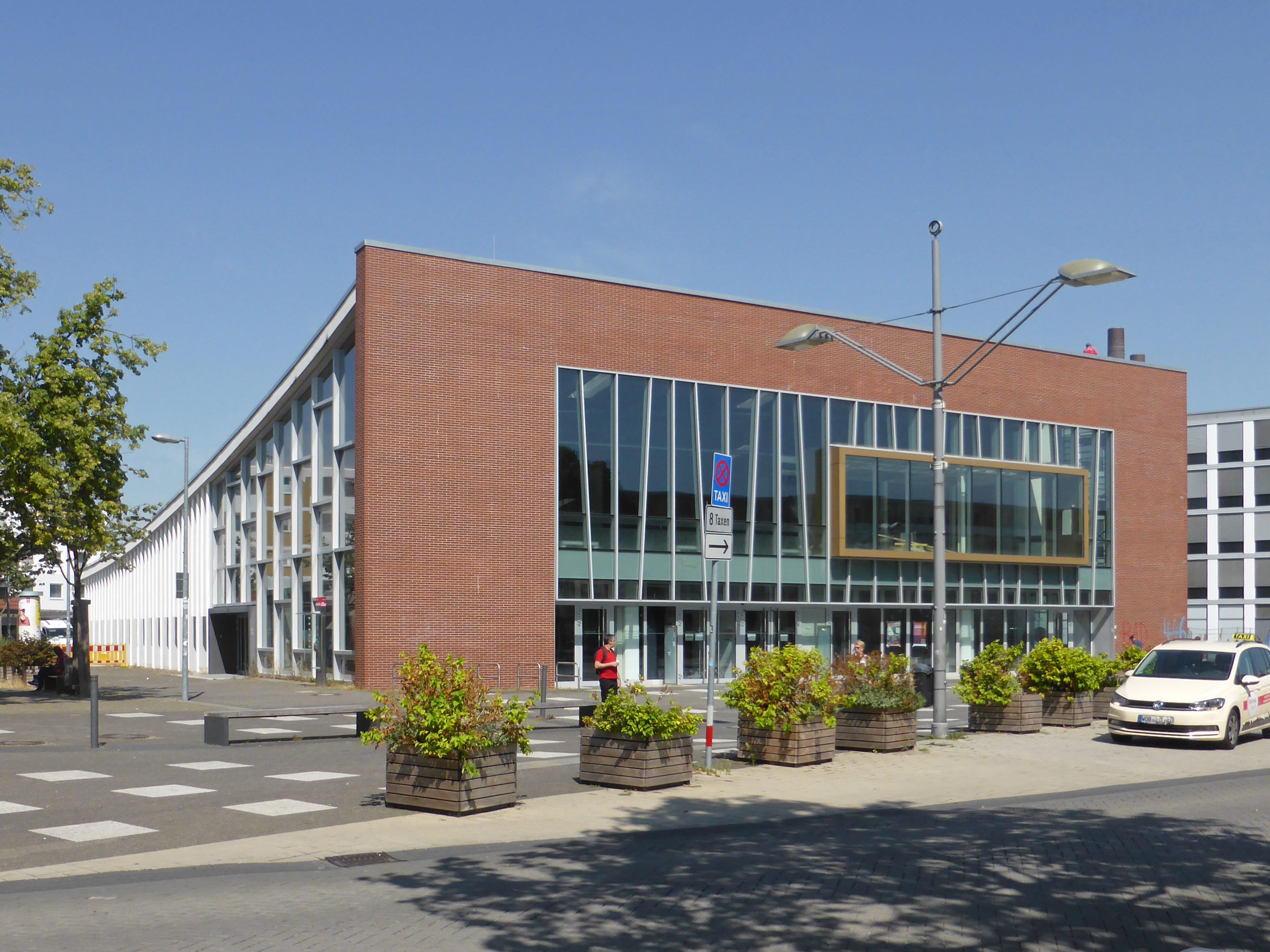
Markthalle (2019)

- Auf dem ehemaligen Hertie-Areal entstanden mehrere Neubauten; vom Hertie-Gebäudekomplex blieb lediglich der Gebäudeteil (Südflügel) erhalten, der früher die Lebensmittelabteilung (Erdgeschoss) und das Kaufhausrestaurant (1. Stock) beinhaltete. Dieser Gebäudeteil wurde 2008/09 zu einer Markthalle, die am 31. Oktober 2009 eröffnet wurde,[1] und einem mongolisch-chinesischen Restaurant umgebaut. Anfang 2021 nahm dort die Schule 42 Wolfsburg ihren Betrieb auf.
- Auf dem ehemaligen Betriebshof der Wolfsburger Verkehrs GmbH (hinter dem Verwaltungsgebäude der Stadtwerke Wolfsburg) wurde 2007 das Designer Outlets Wolfsburg fertiggestellt; der Rat der Stadt rechnete mit mehreren Millionen Besuchern pro Jahr.
- Für 15 Millionen Euro entstand am Nordkopf die neue Konzernzentrale und das Kundenzentrum der LSW (LSW Holding GmbH & Co. KG); dafür wurde das alte Kundenzentrum der Wolfsburger Stadtwerke abgerissen.

## Daten  und Zahlen
- Der Hauptbahnhof wird wöchentlich von knapp 45.500 Menschen benutzt.
- Am Zentralen Omnibus-Bahnhof am Nordkopf halten 21 Buslinien.
- In der Hauptverwaltung der Deutschen BKK waren rund 450 Menschen tätig.